# Kalvárie v Sedlišti
Pískovcové sousoší Kalvárie a svatých Donáta a Vavřince se nalézá v obci Sedliště u silnice vedoucí ze Starých Hradů do Bystřice v okrese Jičín.

## Popis
Sousoší Kalvárie je umístěno v ohrádce na šesti pískovcových stupních. Na dvoustupňovém hranolovém pískovcovém soklu spočívá podstavec s čelní stranou ozdobenou polychromovaným reliéfem anděla s mečem a štítem. Podstavec je v horní části ozdobem volutami nesoucími přesahující římsu. Na bočních okrajích římsy dříve stávaly sochy svatého Donáta a svatého Vavřince, které jsou uložené na zámku ve Starých Hradech. 
Na římse je umístěn menší soklík s vystupujícím držadlem lucerny, na který navazuje další podstavec s nápisy zakončený profilovanou římsou, na které je vztyčen na skále s lebkou a hnáty jetelový kříž s ukřižovaným Ježíšem Kristem. Kristus je oděn v bederní roušce, hlava mu klesá k pravému rameni. 
Sousoší podle nápisu na zadní straně podstavce pochází z roku 1765 a je dílem turnovského sochaře Františka Fialy.

## Galerie

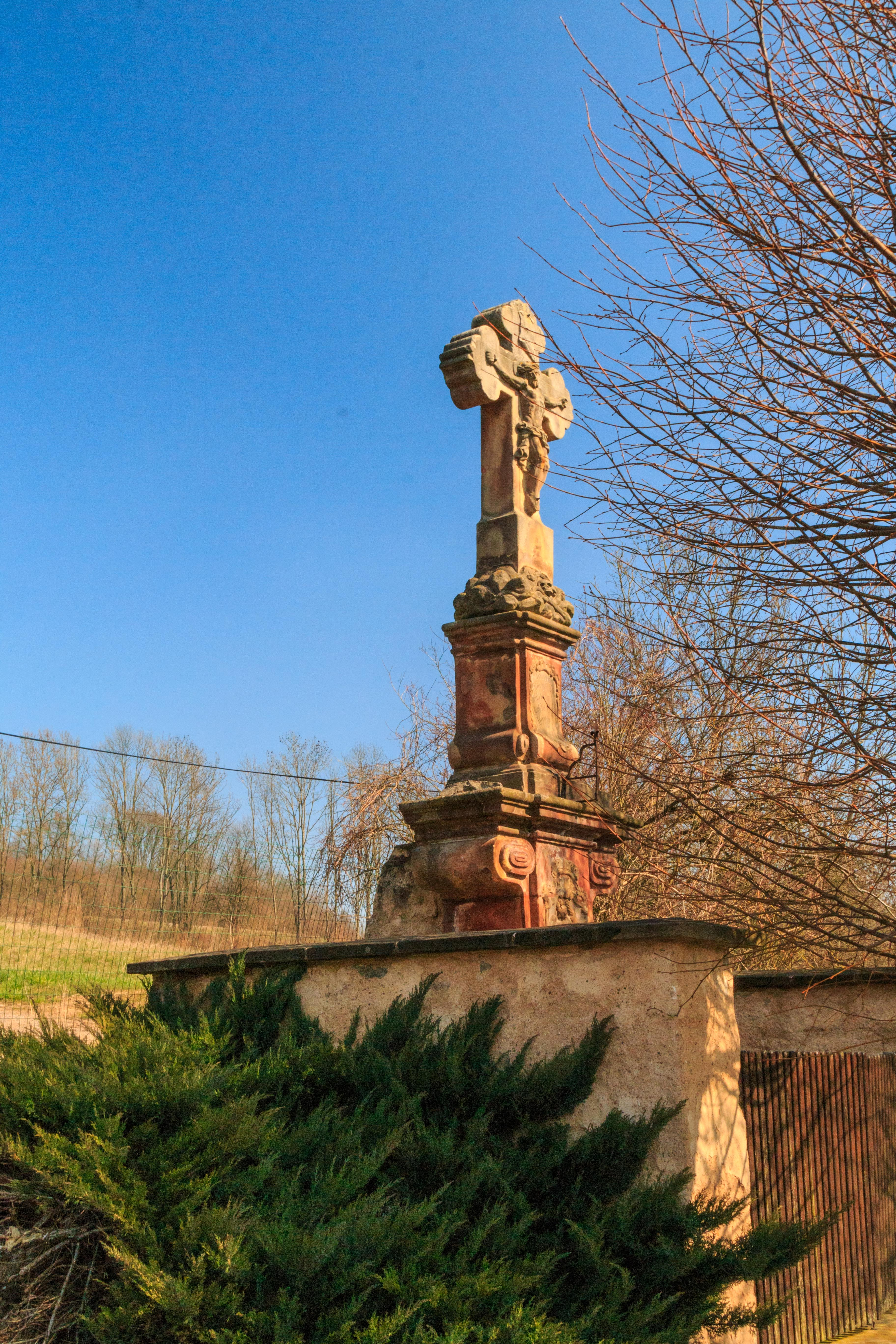
Sousoší Kalvárie v Sedlišti
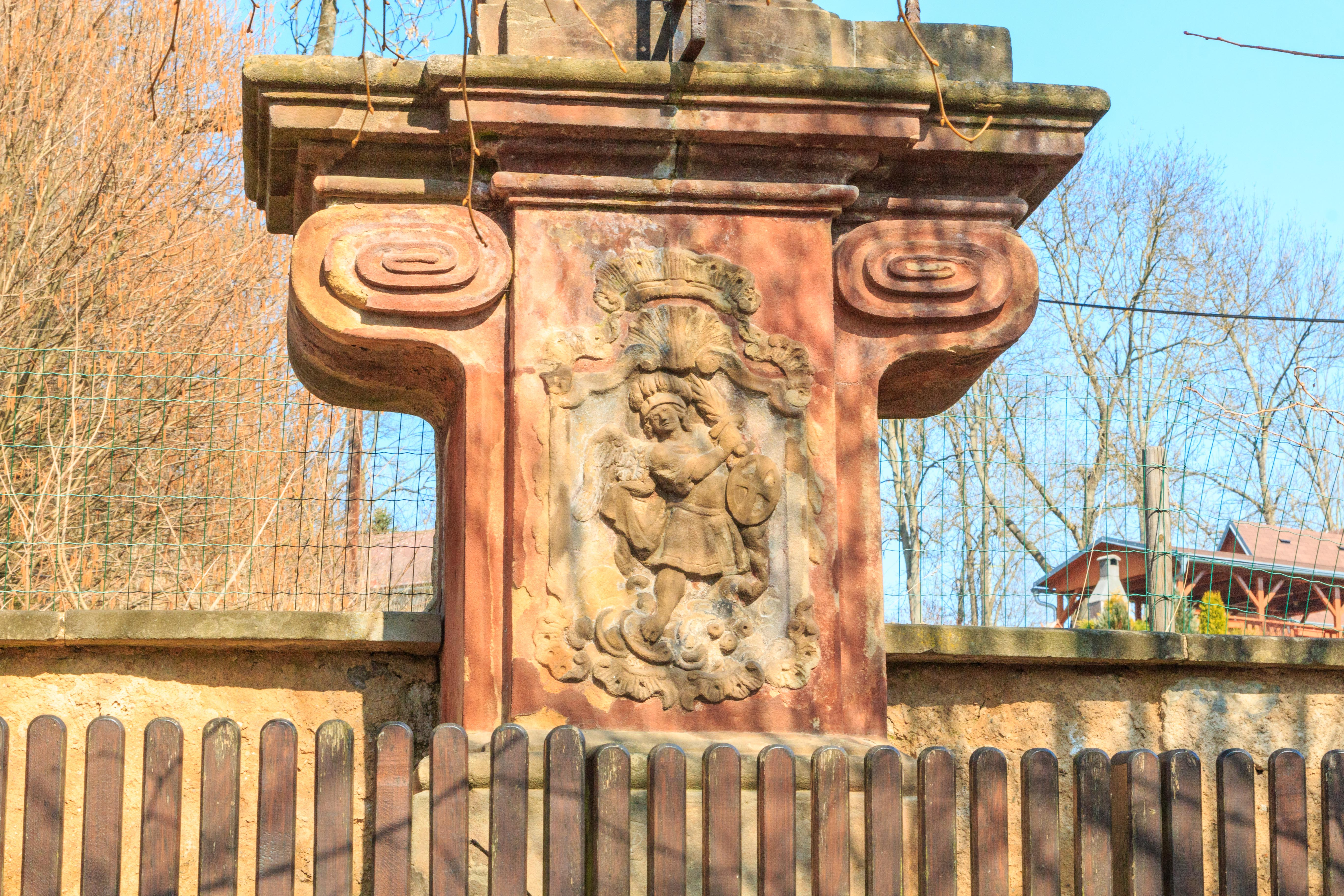
Sousoší Kalvárie v Sedlišti - detail podstavce
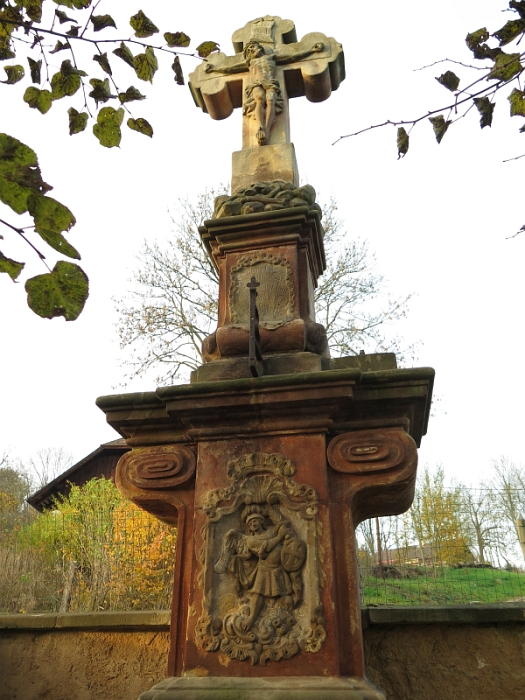
Sousoší Kalvárie v Sedlišti